# 나주대학교
나주대학교(羅州大學校, Naju College)는 전라남도 나주시에 위치한 사립 전문대학이다.

## 연혁
1995년 1월 25일, 학교법인 아신학원의 김광아에 의하여 금성환경전문대학이 설립되었다. 1998년 5월, 나주대학으로 교명을 변경하였고, 2009년 10월 고구려대학으로 교명을 변경하였다. 2012년 9월, 고구려대학교로 교명을 변경하고, 2024년 3월, 나주대학교로 교명을 변경하였다.
한편, 2012년과 2013년 교육과학기술부로부터 정부재정지원제한대학에 선정된 바 있다. 2015년과 2016년에 대학구조개혁평가에서 각각 D+등급과 D등급을 받은 이력이 있다. 다만, 2017년 위 평가 결과로 인한 재정 지원 제한이 일부 해제되었다. 그러나 2018년 실시된 대학기본역량진단에서 재정지원제한대학에 선정된 바 있다. 2022년, 정부 재정 지원 제한 대학에 선정되어 정부 재정지원 사업 지원과 신청이 전면 중단되며, 이 학교의 신입생과 편입생은 한국장학재단의 국가장학금과 학자금 대출 신청을 할 수 없다.

## 교육편제
2021년 기준, 나주대학교는 18개 전문학사 학위를 제공하고 있다.

## 캠퍼스 풍경
나주대학교는 전라남도의 사립 전문대학으로, 복암리에 캠퍼스가 위치한다. 총 3동의 건물이 존재하나 실제로는 2동만 사용하고 있으며 나머지 1동은 미완성된 채 폐건물 상태로 장기방치 중이다. 캠퍼스 서측으로 백호로가 수직으로 지나 캠퍼스 진입이 가능하다. 기타 방면은 산지와 맞닿아있다. 한편, 기숙사 건축물은 캠퍼스에서 직선거리 약 300m쯤 북쪽에 별도로 마련되어 있다.

## 사건과 비판

### 불법 학위 수여 논란
2019년 6월경부터 고구려대학교의 전문학사 학위 수여 절차에 문제가 있다는 지적이 나왔다. 문화방송 등 언론사의 취재와 재학생 등에 따르면, 수업을 3번 수강하면 전문학사 학위와 자격증 등을 수여 받을 수 있다고 밝혔다. 이는 고등교육기관 학기당 한과목의 편제 기준인 15주차에 비해 1/5 수준인 것으로, 굉장히 적은 수치다.
다만 고구려대학교는 이에 대해, "학교측에서 하는 활동이 아닌, 교수 개인의 재량의 문제"라며, 선을 긋는 모습을 보이고 있다.